# Храброво (Дмитровський міський округ)
Хра́брово (рос. Храброво) — село у складі Дмитровського міського округу Московської області, Росія.

## Населення
Населення — 84 особи (2010; 85 у 2002).
Національний склад (станом на 2002 рік):
- росіяни — 68 %